# 八穀四
鹿豹座14，又名BD+62 734，HD 33296、SAO 13413、HR 1678，是鹿豹座的一颗恒星，视星等为6.5，位于銀經148.38，銀緯13.65，其B1900.0坐标为赤經5h 4m 12.7s，赤緯+62° 13.65′ 5″。